# Premio Juan Andrés de Ensayo e Investigación en Ciencias Humanas

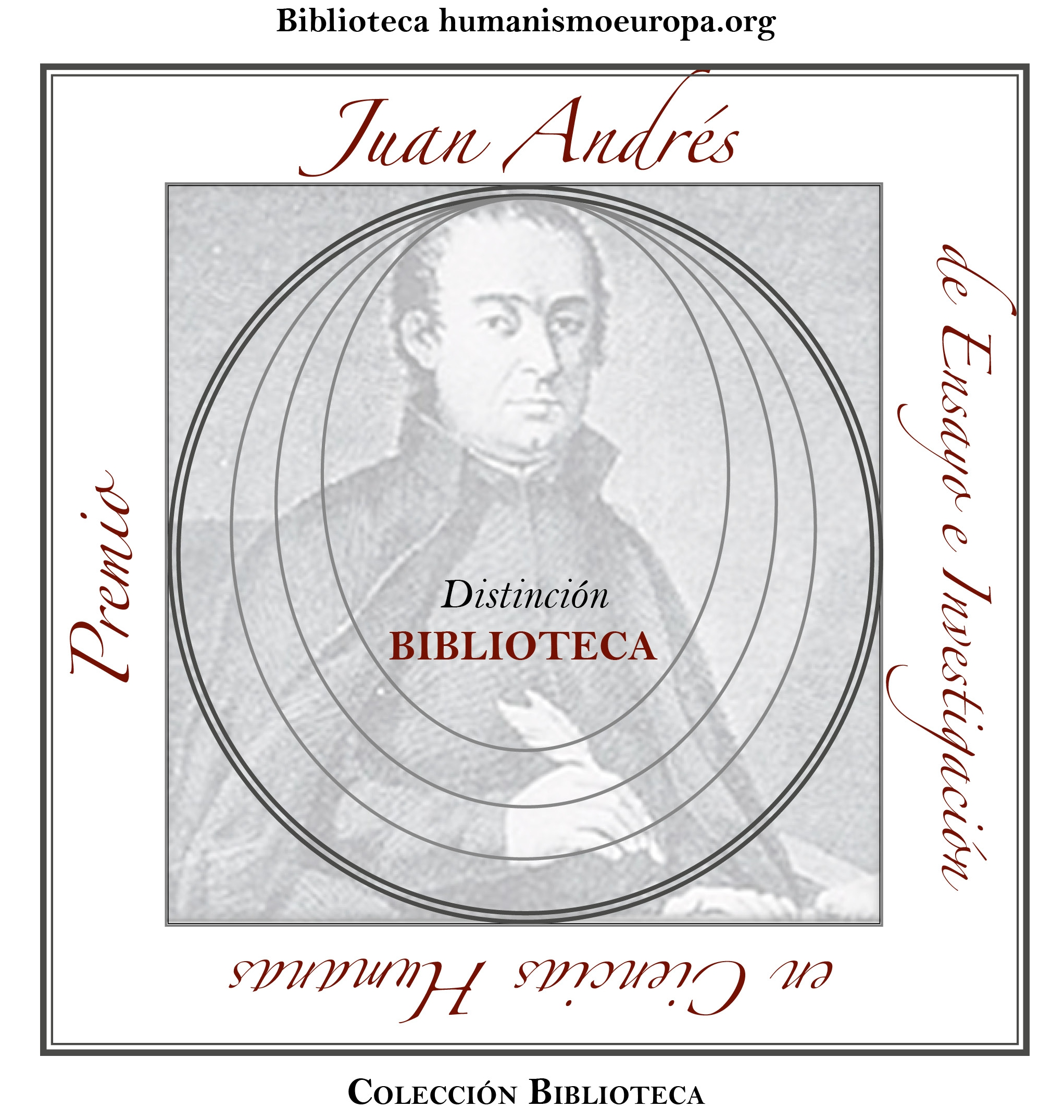

El Premio Juan Andrés de Ensayo e Investigación en Ciencias Humanas es un proyecto mantenido por el Instituto Juan Andrés de Comparatística y Globalización y su organismo y portal digital "Biblioteca HUMANISMOEUROPA".
Fue creado por el "Seminario Permanente Juan Andrés", vinculado al referido Instituto así como al Grupo de Investigación Humanismo-Europa. Es un Premio dedicado fundamentalmente a Ciencias humanas, Historia de las ideas y a la reconstrucción de la cultura hispánica en sentido contextual y desde la pluralidad de criterios. En ello acompaña a las colecciones Mayor y Menor de Editorial Verbum (Madrid) y a Ediciones Instituto Juan Andrés.
Se otorga anualmente en España a un trabajo innovador, bien "por su objeto o método o por sus resultados", y promueve una actitud de pluralidad y liberalidad humanísticas, pudiendo distinguir tanto determinado momento de amplias trayectorias intelectuales como originales proyectos de inicio.
Fue instituido en 2010, con motivo de la publicación de la obra Teoría del Humanismo y la formulación en ésta del concepto de Humanismo universal. Está dirigido a obras de materia humanística en amplio sentido, escritas en español, salvo caso excepcional, y sin extensión predeterminada.  Una vez resuelto, en primavera de cada año, se entrega un día del mes de junio, en sesión especial como acto público del Seminario Permanente Juan Andrés, de forma itinerante en lugar y ciudad no predeterminados, aunque con mayor frecuencia en Madrid.
En 2020 el Instituto Juan Andrés, en colaboración con la Biblioteca AECID, incorpora al Premio Juan Andrés, a través del "Seminario INSTITUTO - BIBLIOTECA" y con motivo del inicio de la Colección BIBLIOTECA, la "Distinción BIBLIOTECA" a fin de galardonar y promover las actividades relacionadas con el libro, la lectura y la idea tanto teórica como práctica de ese concepto o argumento de 'Biblioteca'.
El Premio Juan Andrés crea una denominación propuesta desde criterios de liberalidad y tolerancia en representación del autor eminente de la Escuela Universalista Española del siglo XVIII y los restantes de su entorno, en especial Antonio Eximeno, Lorenzo Hervás, Francisco Javier Clavijero, Juan Ignacio Molina, Celestino Mutis, Junípero Serra..., Benito Viñes y Federico Faura. 
El Premio Juan Andrés se postula asimismo, junto a Ediciones Instituto Juan Andrés  como programa abierto de ideación y acción en el campo de las Ciencias Humanas, la Comparatística y la Historia de las ideas para la actual época de globalización.

## Concepto

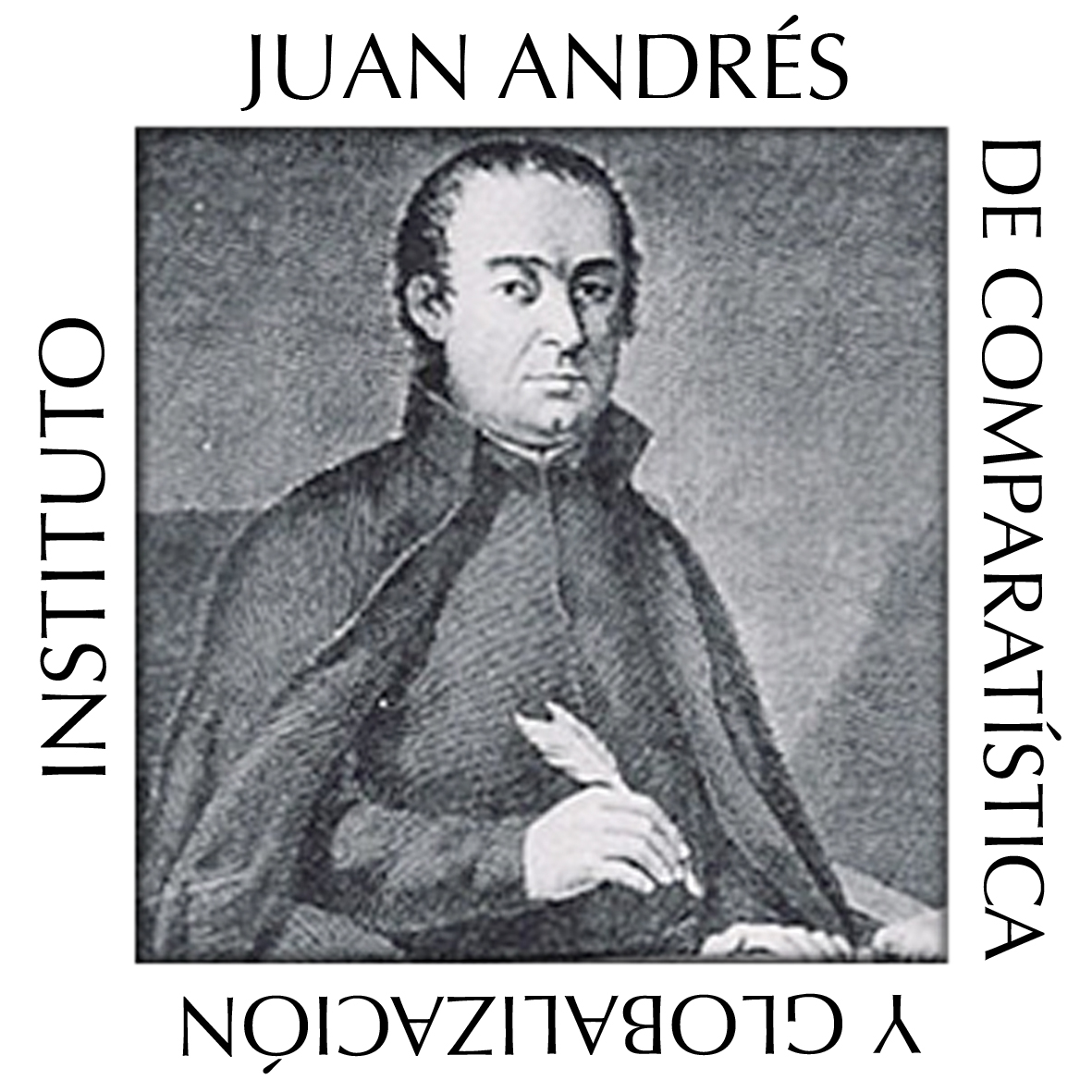

El Premio no es un galardón regido por una dotación económica ni por otras funcionalidades, ya comerciales o políticas, pues su otorgación consiste en el estricto reconocimiento intelectual y publicación de la obra seleccionada. Su criterio de apertura y pluralidad se dirige indistintamente tanto a autores en la madurez de su producción intelectual como a autores jóvenes.
La recepción de originales, a propuesta de cualquier persona o entidad o el propio Instituto, tiene lugar durante el último cuatrimestre (septiembre-diciembre) de cada año.
La denominación se sirve de la figura de Juan Andrés, jesuita ilustrado e intelectual humanista español autor de Origen, progresos y estado actual de toda la literatura, obra cumbre de la historiografía europea y primera Historia universal y comparada de las ciencias y las letras. Ésta representa, en consecuencia, junto al Catálogo de las lenguas de las naciones conocidas, de Lorenzo Hervás, la progresión del comparatismo humanístico y la fundación propiamente dicha de la Comparatística moderna.
El Premio constituye, pues, un proyecto de defensa y renovación de las Ciencias Humanas, así como una manifestación académica de homenaje destinada a la preservación y difusión de la obra y el pensamiento de Juan Andrés y, por extensión, del lugar actual de la Comparatística y la "Escuela Universalista Española del siglo XVIII". Tiene su fundamento en el principal y más comprehensivo de los resultados producidos por el equipo de investigadores: Teoría del Humanismo (Madrid, Verbum, 7 vols.).
La "Distinción BIBLIOTECA", que se propone el fomento del libro, la lectura y la idea teórica y práctica del concepto que enuncia, puede recaer tanto en entidades u organismos como personas u obras, dada la naturaleza del argumento que promueve.

## Autores y obras premiados
2010: Isaac Donoso y Andrea Gallo, por Literatura hispanofilipina actual (Madrid, Verbum, 2011).
Sobre todo a partir de 1987, año en que la lengua española dejó de ser oficial en el Archipiélago Filipino tras más de cuatro siglos, se ha dado por extinguida la literatura filipina de lengua española. Ahora bien, una última aunque reducida generación de hispanohablantes filipinos seguía en vida, y esto no ha hecho sino espolear aún más las inquietudes de la juventud por reconocer la tradición de la cultura y la lengua en que escribiera el héroe nacional José Rizal. Habiendo representado la literatura nacional de Filipinas a comienzos del siglo XX y hasta no ser más que una de las literaturas marginales de un archipiélago políglota a comienzos del XXI, la literatura hispanofilipina actual refleja la coyuntura del laberinto filipino: la escisión de una nación como consecuencia de la desvertebración social y la diáspora a que la ha conducido el subdesarrollo. Pero si actualmente los medios de recepción literaria en Filipinas son limitados, el ciberespacio ha dado al escritor filipino una posible audiencia de quinientos millones de lectores. Literatura hispanofilipina actual pone en común toda la producción literaria filipina en español desde 1987 hasta el presente, con el fin de mostrar la coherencia de un mundo creativo hasta ahora ignorado por la Letras Hispánicas. A pesar de este olvido, mediante un esfuerzo de resultados insólitos destinado a dilucidar el dilema de la modernidad filipina, autores diseminados desde Vancouver o San Francisco a Santiago de Chile pasando por Manila continúan dando cuerpo a una literatura asiática en español.
2011: Javier Portús, por El concepto de Pintura Española. Historia de un problema (Madrid, Verbum, 2012).
Se trata del estudio histórico de la definición y categorización del concepto de "pintura española": un proceso largo, variable y ciertamente dinámico, pues ha estado sometido a constantes cambios y revisiones, los cuales han tenido que ver con cuestiones de gusto y paradigma estético, con el acrecentamiento de los conocimientos positivos así como con las distintas consideraciones que a lo largo del tiempo se han efectuado acerca del país y sus producciones artísticas. El proceso ha sido acumulativo y enriquecedor, pues con los años se han ido sucediendo los fenómenos susceptibles de ser integrados en esa historia, y esto no sólo como consecuencia de la natural aparición de nuevos artistas en activo, sino también porque la mirada hacia el pasado se ha hecho cada vez más integradora. Para efectuar el análisis se ha atendido a tres ejes principales:
a) la historia y la crítica artística, a fin de identificar las principales ideas que a lo largo del tiempo se han puesto en juego; b) el coleccionismo y la museografía, los cuales permiten examinar de la manera más adecuada la manifestación y la visualización del concepto de “pintura española” desde el siglo XVII; c) la práctica pictórica propiamente, a través de las cuales posible advertir cómo ese concepto entitativo y definitorio, lejos de estar limitado a historiadores y coleccionistas, desempeñó una importante función en el desarrollo del arte español a partir de finales del siglo XVIII, es decir cuando aparecen artistas conscientes de esa tradición y cuyas obras, en consecuencia, son explicables dentro de la misma. 
2012: José Luis Villacañas, por Dificultades con la Ilustración (Madrid, Verbum, 2013).
Cabría pensar que la “dialéctica de la Ilustración” no es sino el equívoco realizado por una Ilustración no consciente de sus dificultades. Quizá si esas dificultades hubieran sido mejor conocidas, no se hubiera culpabilizado a una “razón” cuyo peor defecto fue mostrarse ufana acerca de sus ilusorias seguridades. Este libro quiere alegar en favor de una tesis: una ilustración consciente de su propia improbabilidad no debiera sentirse decepcionada por la escasez de sus prestaciones. Acaso alrededor de los textos kantianos podemos todavía hallar el ámbito en el que, más allá de la limitada lectura de Foucault, sea perceptible el sentido clásico de la Ilustración, fortalecida por su anclaje en la historia de la razón occidental, siempre con la voluntad de distanciarse de Platón y de hacer pie en las playas epicúreas y estoicas.
2013: Xabier Pikaza, por Religión y Globalización (Madrid, Verbum, 2014).
Las religiones son proyectos globales de comunicación por su contenido (la sacralidad universal) y por su deseo de expansión. En ese contexto han surgido a veces rivalidades y enfrentamientos, incluso militares; pero también se han abierto y se siguen abriendo poderosos caminos de iluminación mutua y encuentro. Así lo quiere mostrar este libro, dividido en cuatro partes. 1) Las religiones son proyectos y modelos de comunicación sagrada. 2) En principio, éstas se sitúan en el plano del mundo de la vida, no del "sistema" económico-político. 3) Las religiones ofrecen ideales y abren caminos distintos, aunque convergentes, de globalización. 4) Este libro expone las implicaciones y exigencias de una globalización ilustrada y cristiana, en línea de diálogo, no de sometimiento de religiones.
2014: Miguel Catalán González, por Ética de la verdad y de la mentira (Madrid, Verbum, 2015).
Consiste el libro en una indagación, con innovadores resultados, en torno al problema de la licitud moral de la mentira. Plantea desde una perspectiva transcultural la cuestión del rigorismo de la verdad que ha caracterizado al pensamiento de Occidente y el islam. El origen de la prohibición moral de toda forma de mentira, aun de las más altruistas, se encuentra en la base religiosa común a judíos, cristianos y musulmanes. Antes de ser considerada una virtud perfecta por los filósofos morales, la veracidad fue un mandamiento religioso cuya transgresión implicaba la perdición del alma. La mentira fue un pecado que alcanzó al judaísmo a través desde la religión irania y luego se extendió por las tres religiones del Libro, llegando a nuestros días transformada y secularizads, pero en plena vigencia. Este trabajo, que forma parte de una serie de estudios sobre el engaño titulado Seudología, concluye con la exposición de una teoría normativa naturalista de la mentira alternativa a la tradición rigorista.
2015: Fernando Miguel Pérez Herranz, por Lindos y tornadizos. El Pensamiento Hispano (siglos XV-XVII) (Madrid, Verbum, 2016).
La Hispania de los siglos XI-XV desarrolló alrededor de la Biblia una cultura singular y plena, que es parte constituyente, y no un mero añadido superfluo, de la historia general de Europa. En el siglo XVI, precisamente cuando la monarquía española creyó que debía liderar el proyecto de una Cristiandad unida contra musulmanes y judíos, Europa se fraccionó. Entonces, la España oficial elaboró unos planes dirigidos hacia objetivos que, por un lado, traicionaban la historia que la había conducido hasta allí, y, por otro, la excluían de los fines y los planes de los reinos europeos, que antes la habían presionado sin cesar para que los aceptase. Tal es la tesis central de este libro. Y, sorprendentemente para un observador actual, en vez de supeditarse al pensamiento de la nueva Europa, aquella España desplegó, junto con las Américas, una literatura que alcanzó las más profundas experiencias de la naturaleza humana, aunque la cultura protestante no la valoró más que como un exotismo “paraclásico”. Si entendemos con Unamuno que el pensamiento filosófico se encuentra diluido en la literatura, en la acción o en la mística, la floración intelectual española de los siglos XVI y XVII, en contra de cualquier pronóstico, deslumbró y todavía deslumbra a cualquier estudioso honrado de la época. No hubo ningún erial, porque aquellos hombres y aquellas mujeres supieron convertir el resentimiento en ironía; la amargura y la angustia, en discurso capaz de comprender aquellos tiempos incomprensibles; y el miedo, en narración que explicaba su propia existencia: Vives, León Hebreo, Fernando de Rojas, los traductores de la Biblia Políglota, fray Luis de León, Pérez de Oliva, Vitoria, Molina, Vázquez de Menchaca, Suárez, Servet, Juan de la Cruz, Cervantes, Calderón o Gracián hornean un pensamiento que había fermentado ya durante el siglo XV en Alfonso de la Torre, El Tostado, Sibiuda, Cartagena o Martínez de Osma.
2016: Jesús García Gabaldón, por Juan Andrés (1740-1817). Ensayo de una biografía intelectual (Madrid, Verbum, 2017).
Era indispensable disponer de una biografía accesible del gran humanista desterrado realizada con la perspectiva intelectual y los medios bibliográficos actualmente exigibles y disponibles. Esto es lo que cumple el libro conciso, documentado y de necesaria dimensión divulgadora en el cumplimiento del bicentenario de la muerte de Juan Andrés. Se contribuye así al conocimiento de la Escuela Universalista Española del siglo XVIII al igual que al estudio y difusión de la figura principal de ese gran momento de la Comparatística universal y de la Ilustración humanística española.
2017: Javier Pérez Bazo, Sylvie Baulo y Renaud Cazalbou, por la edición crítica de Juan Andrés, Histoire Générale de Sciences et de la Littérature (Toulouse, Presses Universitaires du Midi, 2018).
Consiste en el estudio y edición crítica que restituye en lengua francesa la obra del gran humanista creador de la Historia de la literatura universal. La versión francesa, publicada originalmente en 1804, constituyó un caso singularísimo de deturpación de la obra de Andrés. La dimensión universal y europea de Juan Andrés, que naturalmente afecta a Francia, como era de esperar, al igual que a Inglaterra y sobre todo a Italia, con esta investigación queda por fin resuelta y disipada la gran incógnita que ha envuelto durante dos siglos la relación concreta entre Juan Andrés y la cultura francesa más allá de las grandes cuestiones de la Escuela Universalista Española del siglo XVIII y el enciclopedismo ilustrado.
2018: José María Esteve Faubel, por Felipe Pedrell, la creación de la moderna musicología española y el Misterio de Elche, Madrid, Instituto Juan Andrés, 2019.
Felipe Pedrell fue compositor, pedagogo, crítico, editor musical, ensayista y, en gran medida, fundador de la moderna musicología española. El estudio de su obra, extrañamente relegada, es de obligado cumplimiento a fin de explicar la producción musical y musicológica española de los siglos anteriores, sobre todo XVI y XVII, así como para comprender su capacidad de influencia sobre la actividad musical de la primera mitad del siglo XX, tanto en el campo teórico como en el práctico y en lo que se refiere a las tendencias musicales de las nuevas generaciones. El propósito de esta investigación ha consistido en afrontar un modo de introducción a la figura y a la obra de Pedrell tomando para ello un punto de vista particular, que es el de la rica perspectiva que ofrece el Misterio de Elche, ya en un sentido musicológico general e historiográfico, ya en el sentido que estatuye el mismo Pedrell.
El Misterio de Elche, pieza muy relevante de una historia de la música española aún lejos de adecuada reconstrucción, permanece señalando a uno de sus momentos más singulares y necesitados de reconsideración.
2019: Daniel-Henri Pageaux, por De Cervantes a Vargas Llosa. La prosa española entre ficción y mediación, Madrid, Instituto Juan Andrés, 2019.
La crítica habla de temáticas, de mitos que ejemplifican un temario esencial para definir ciertos aspectos o momentos de la sensibilidad o la mentalidad, del imaginario cultural o literario de época. Son metaforizaciones de la condición humana, sus imágenes vivenciales fundamentales. Ello significa que la creación literaria es mediadora entre el hombre que la produce y el mundo en el cual éste vive. Es lo que podemos llamar mediación simbólica, tras la mediación social, cultural o crítica y la mediación estética, esta última la más evidente y estudiada. Dicha mediación simbólica explica la vinculación del plano imaginario con el plano social, acreditando aún más la realidad de un imaginario social y evitando al mismo tiempo la confusión, muy de nuestra época, entre ideología e imaginario. La función primera de la ideología es controlar el imaginario: todas las corrientes totalitarias conocen este principio sencillo que muchos estudiosos parecen ignorar u olvidar con demasiada frecuencia. Ficción y mediación, que atañen esencialmente a la prosa, son conducidas por el profesor Pageaux a través del examen de obras de lengua española, en un intento de delinear no una tipología sino un muestreo capaz de revelar un mosaico histórico como una imagen de ficción y mediación, entre otras posibles, del conjunto.
2020: Juan Carrete Parrondo, por Madrid. Vida de la Puerta del Sol, Madrid, Instituto Juan Andrés, 2021.
2021: Sebastián Pineda Buitrago, por La Crítica literaria Hispanoamericana (Una introducción histórica), Madrid, Instituto Juan Andrés, 2022.
2022: Luis Enrique Ramos Guadalupe, por De Meteorología y huracanes: Benito Viñes, un científico español en Cuba, Madrid, Instituto Juan Andrés, 2023.
2023: ex aequo Ignacio Rodes y Enrique Llobet, respectivamente por La Guitarra. Origen y evolución de su técnica y procedimientos (Madrid, Instituto Juan Andrés, 2022), e Idea de la Música (Madrid, Instituto Juan Andrés, 2024).
2024: Jesusa Vega, por Francisco de Goya en familia, Madrid, Instituto Juan Andrés, 2025. Sesión de entrega
2025: Paulino Capdepón y Nieves Pascual, por Antonio Eximeno y la música de su tiempo (en prensa).

## 'Distinción BIBLIOTECA'
- 2020. Primera edición del galardón intelectual 'Distinción BIBLIOTECA', otorgado al portal americanista REDIAL,[28] Red Europea de Información y Documentación sobre América Latina, importante organización de bibliotecarios europeos con más de tres décadas de vida y orientación investigadora, asociada a CEISAL (Consejo Europeo de Investigaciones Sociales de América Latina).[29] Ello con motivo de la publicación, en la colección "Biblioteca" de la obra-testamento de Juan Andrés: La Biblioteca Real de Nápoles.
- 2021. Segunda Distinción Biblioteca: a BIBLIOTECA HISPÁNICA (AECID), representada en la persona de su directora, Araceli García Martín, en razón de la sólida y permanente función cultural y el valor simbólico internacional que esa institución representa: ello con la encomienda de integrar el Seminario Instituto-Biblioteca y compartir en adelante la otorgación de esta "Distinción".
- 2022. Tercera Distinción Biblioteca a: EDITORIAL VERBUM, por su Colección humanística en clave hispánica: "Verbum Mayor", fundada en 1997 y que ha editado crítica y documentadamente obras, a menudo olvidadas o postergadas, fundamentales del pensamiento y la cultura en lengua española.
- 2023. Cuarta Distinción Biblioteca a: BIBLIOTECA DEL ATENEO DE MADRID, la más importante biblioteca del siglo XIX hispánico y, en general, desde la Ilustración y fines del XVIII hasta mediados del XX, con motivo de su bicentenario.
- 2024. Quinta Distinción Biblioteca a: BIBLIOTECA DE LA REAL ACADEMIA DE BELLAS ARTES DE SAN FERNANDO, referencia española de investigación en las Artes y emblema de Francisco de Goya.